# چراپونچی
چراپونچی (به انگلیسی: Cherrapunji) که سهرا (Sohra) نیز نامیده می‌شود، منطقه‌ای در بخش کاسی هیلز شرقی در ایالت مگالایای هند است که پرباران‌ترین منطقه جهان است. این شهر پایتخت سنتی کا هیما سهرا (پادشاهی قبیله‌ای خاسی) بوده است.
چراپونچی اغلب به عنوان مرطوب‌ترین مکان روی زمین شناخته شده است، اما در حال حاضر شهر ماوسینرام که در نزدیکی آن قرار دارد، به عنوان مرطوب‌ترین مکان روی زمین شناخته می‌شود. با این حال، چراپونچی هنوز رکورد بیشترین میزان بارندگی در یک ماه تقویمی و در یک سال را در اختیار دارد. این منطقه در ژوئیه ۱۸۶۱، ۹٬۳۰۰ میلیمتر (۳۷۰ اینچ؛ ۳۰٫۵ فوت) و بین ۱ اوت ۱۸۶۰ و ۳۱ ژوئیه ۱۸۶۱، ۲۶٬۴۶۱ میلیمتر (۱٬۰۴۱٫۸ اینچ؛ ۸۶٫۸۱۴ فوت) باران را دریافت کرد.

## رکورد جهانی گینس
چراپونچی در این زمینه دارای دو رکورد جهانی گینس است.
- برای دریافت حداکثر میزان بارش در یک سال: ۲۶٬۴۷۱ میلی‌متر، میزان بارش بین اوت ۱۸۶۰ و ژوئیه ۱۸۶۱.
- برای دریافت حداکثر میزان بارش در یک ماه تنها: ۹۳۰۰ میلی‌متر در ماه ژوئیه سال ۱۸۶۱.